# Psittacanthus costanensis
Psittacanthus costanensis là một loài thực vật có hoa trong họ Loranthaceae. Loài này được Steyerm. miêu tả khoa học đầu tiên năm 1968.